# ラティスセミコンダクター
ラティスセミコンダクター（Lattice Semiconductor Corporation、NASDAQ: LSCC）とは、アメリカのプログラマブルロジックデバイスなどの開発を行う半導体企業である。日本法人はラティスセミコンダクター株式会社。略称はラティス（Lattice）。

## 概要
1983年4月3日に設立され、1989年11月9日に上場した。本社をオレゴン州ヒルズボロに構えている。2011年12月9日、シリコンブルー・テクノロジーズ（en）の買収を発表した。2012年3月にラティスは新しい企業ロゴを発表した。
主力製品は、FPGA（Field-Programmable Gate Array）、CPLD（Complex Programmable Logic Device）、プログラマブルパワーマネジメント製品である。
FPGAの世界シェアはザイリンクス、アルテラに次いで第3位である。競合企業である両社と違いハイエンドFPGAには注力せず、ミッドレンジFPGAやローエンドFPGAといった低コスト製品を事業戦略の中心に掲げている。
半導体ベンダーのため、自社で生産ラインは保有していない。製造は富士通セミコンダクターなどで行っている。2012年7月にはUMCとファウンドリ契約を結んだ。

## 主な製品

### プログラマブルロジックデバイス
FPGA
- ECP5
- LatticeECP3
- LatticeECP2
- LatticeXP2
- iCE40 Ultra
- iCE40

CPLD
- ispMACH 4000ZE

PLD
- MachXO3
- MachXO2
- MachXO

### 電源管理ソリューション
パワーマネージャ・ファミリやプラットホーム・マネージャが存在する。

### クロックマネージャ
ispClockファミリとして、クロックジェネレータなどを開発している。

### 開発環境
プログラマブルロジックデバイスの回路設計を行う開発環境としてLattice DiamondやiCEcube2、ispLEVERを提供している。

### IPコア
ソフトプロセッサ
- LatticeMico32
- LatticeMico8